# ハヤブサ (アルバム)
『ハヤブサ』は、日本のロックバンド・スピッツの通算9作目のオリジナルアルバム。2000年7月26日にユニバーサルミュージックより発売。レーベルはポリドール。初回盤のみスリップケース仕様。

## 概要
- 新たにプロデューサーに石田小吉（現石田ショーキチ）、エンジニアに寺田康彦（両者とも元Scudelia Electroのメンバー）を迎え、『Crispy!』から『フェイクファー』まで続いたポップさをメインとした内容からはやや異なる面を見せ、スピッツのロックバンドとしての面を強調した作風になっている。

- 前作『フェイクファー』をリリースした1998年頃から世間のイメージと自分達の目指すロックバンドとしての方向性との矛盾にメンバーは悩み、一時は解散・引退すら考えていた。このため、本作では一旦ロックバンドとして自分達のやりたいことをやろうとしたものであると、メンバーはインタビューで語っている。

- 草野マサムネは2000年当時のインタビューで、「去年ベスト盤が出て、一区切りつけて、新しい方向に向けてシフト・チェンジしようという気はありました。サウンド的にも、バンド感が出せてない気がしたんで、いろいろ試行錯誤してみたんです」と語っている[2]。

- レコーディングは全て日本で行われたが、一部の楽曲のミキシングと、マスタリング作業はアメリカで行われた。アメリカでのミキシングエンジニアはジム・スコット（英: Jim_Scott）。マスタリング・エンジニアは、これ以降のスピッツの作品にはかかせない存在となったスティーブン・マーカソンである。

- ジャケットは木村豊が担当。草野は、ブラック・サバスのアルバム『パラノイド』のジャケットに影響を受けていると語っている[3]。

## 収録曲
| #         | タイトル                              | 作詞      | 作曲               | 編曲                            | 時間  |
| --------- | ------------------------------------- | --------- | ------------------ | ------------------------------- | ----- |
| 1.        | 「今」                                | 草野正宗  | 草野正宗           | スピッツ & 石田小吉             | 1:56  |
| 2.        | 「放浪カモメはどこまでも」(Album Mix) | 草野正宗  | 草野正宗           | スピッツ & 石田小吉             | 3:02  |
| 3.        | 「いろは」                            | 草野正宗  | 草野正宗           | スピッツ & 石田小吉             | 2:59  |
| 4.        | 「さらばユニヴァース」                | 草野正宗  | 草野正宗           | スピッツ & 石田小吉             | 3:59  |
| 5.        | 「甘い手」                            | 草野正宗  | 草野正宗           | スピッツ & 石田小吉             | 6:24  |
| 6.        | 「HOLIDAY」                           | 草野正宗  | 草野正宗           | スピッツ、石田小吉 & クジヒロコ | 3:21  |
| 7.        | 「8823」                              | 草野正宗  | 草野正宗           | スピッツ & 石田小吉             | 4:15  |
| 8.        | 「宇宙虫」                            | -         | 三輪徹也           | スピッツ & 石田小吉             | 2:37  |
| 9.        | 「ハートが帰らない」                  | 草野正宗  | 草野正宗           | スピッツ & 石田小吉             | 4:13  |
| 10.       | 「ホタル」                            | 草野正宗  | 草野正宗           | スピッツ & 石田小吉             | 3:42  |
| 11.       | 「メモリーズ・カスタム」              | 草野正宗  | 草野正宗、石田小吉 | スピッツ & 石田小吉             | 3:17  |
| 12.       | 「俺の赤い星」                        | 草野正宗  | 田村明浩           | スピッツ & 石田小吉             | 3:49  |
| 13.       | 「ジュテーム?」                       | 草野正宗  | 草野正宗           | スピッツ、石田小吉 & 甘健民     | 3:14  |
| 14.       | 「アカネ」                            | 草野正宗  | 草野正宗           | スピッツ & 石田小吉             | 3:53  |
| 合計時間: | 合計時間:                             | 合計時間: | 合計時間:          | 合計時間:                       | 50:41 |

### 楽曲解説
1. 今
曲中のバックコーラスは三輪テツヤと田村明浩、石田が担当している。また間奏のギターソロは草野が制作したデモテープからの流用であり、草野が演奏している[4]。
アルバムの終盤の方にレコーディングされた楽曲で、草野曰く、「今だけに生きてる、そんな僕の歌（笑）」とのこと[4]。
2. 放浪カモメはどこまでも album mix
「メモリーズ」との両A面シングルとしてリリースされた22ndシングル。本作ではジム・スコットによるリミックスが施されたニューバージョンとして収録されている。
アルバムのレコーディング期間が長く、最初の方にレコーディングした曲をやり直したくなりこのような結果になったという[4]。
3. いろは
打ち込みのビートで始まるロックナンバー。石田と共同で草野もプログラミングを行っている。仮タイトルは「ピュンピュン」。
草野が作った本曲のデモテープに打ち込みが使用されており、これを基に作られた[5]。
草野曰く、歌詞に出てくる「ポルトガル」は、地球平面説にちなんだ歌詞だという[4]。
4. さらばユニヴァース
仮タイトルは「指輪・宇宙」[4]。ツアーパンフレットに黒田硫黄による同名の漫画が載っている。
アルバムの終盤の方にレコーディングされた楽曲[4]。
5. 甘い手
6分を超える曲。
本曲の構想は昔からあり[4]、間奏部分に挿入されている男女の会話は、草野が観賞し感動したというソビエト映画「誓いの休暇」の一部であるという。
草野は、「何語で話してるのか判んないようなものを、入れてみたかったんだよね」と語っている[4]。
6. HOLIDAY
メンバー曰く「ストーカーソング」。
現在販売中のCDとSHM-CD盤及び2017年発売のアナログ盤では表記が「Holiday」となっている。
草野の花粉症の症状が酷かったために、ボーカルテイクは沖縄県のスタジオでレコーディングされた。
発売前の1999年からライブで披露されていた楽曲であり、同じく当時、ライブ用に制作された「メモリーズ」や「いろは」のようなロック調の曲の影響で、「スピッツってもう激しいのしかやりたくないんだ」と思われるのが嫌で、メロディアスな曲として作った楽曲であるという[4]。
7. 8823
タイトルチューン。タイトルは「ハヤブサ」と読む。イギリスのバンド、ポリスを意識した曲。メンバーは今アルバム制作にあたって「この曲が完成したことが大きかった」と声を揃えており、現在でもライブではほぼ毎回必ず演奏されている。
タイトルは元々、仮タイトルの予定だったとのこと。 黒沼健原作の特撮ヒーロー番組『海底人8823』が元ネタだと渋谷陽一に指摘されたが、草野自身は自分が好きな西岸良平のマンガに登場するキャラクターから連想した[4]。
8. 宇宙虫
インストゥルメンタル。トラックは分かれているが次曲とはひと続きになっており、イントロ的役割を果たしている。この曲のみプロデュースがSCUDELIA ELECTRO名義となっている。
元々、三輪がインストゥルメンタル曲として制作していた曲だったが、編集していないままにしているとこのような感じになっていたという[4]。
9. ハートが帰らない
以前草野が歌詞を提供したことがあり、石田も認識していた歌手の五島良子とのデュエット。
別々のレコーディングではなく、「しっくりくる方法」として、草野と五島で共同レコーディングしたという[4]。
10. ホタル
先行シングルとなる21stシングル。
11. メモリーズ・カスタム
「放浪カモメはどこまでも」との両A面シングルとしてリリースされた22ndシングルに、石田が作曲した大サビ[注釈 1]と草野による新たな歌詞を加え、ニューバージョンとして収録したもの。ライブの盛り上げ曲であり、2023年現在も多く披露されるのはこちらのバージョンである。
草野が石田にシングル盤の「メモリーズ」を聴かせたところ、「もう一コ展開があっても面白いかも」と言われ、このデモテープを制作してもらったとのことである[4]。
草野の花粉症の症状が酷かったために、ボーカルテイクは沖縄県のスタジオでレコーディングされた[4]。
12. 俺の赤い星
歌詞の内容は自虐的。全て英語の歌詞にするという案があった。
田村が作曲した楽曲であり、「普通の所がマイナーで、サビになったらメジャーになる」というコテコテな曲を作ってみたという。
草野曰く、「アルバムはどうしても俺の曲が多いから、他の人の曲が入ると色味的に面白くなるでしょ？それに、人の曲に詞をつけるのは面白いし」と語っている[4]。
13. ジュテーム?
アニメ『ハチミツとクローバー』挿入歌に使用された。草野の弾き語りと甘健民の二胡によるシンプルな曲。ライブでは三輪がギターで二胡の音色を再現する。仮タイトルは「アカネ」[注釈 2]。
歌詞にカレーが出て来るのは遠藤賢司の「カレーライス」へのリスペクト。
弾き語りメインであるが、間奏だけ別の楽器が来るのが面白いという事でハーモニカや口笛といったありがちなものではなく、石田の「否定されるの覚悟なんだけど、恥ずかしいけど言っていい？胡弓とかどう？って」という発言から、胡弓が入れられたという[4]。
14. アカネ
仮タイトルは「こはる」。始めは「放浪カモメはどこまでも」「いろは」「8823」と共にアメリカでミックスダウンされたが、これは帰国後に再ミックスした音源。アメリカでのミックス音源はアナログ盤に収録。
元々、1曲目予定の曲だったという[4]。

## アナログ盤『8823』
- 同時発売されたアナログ盤は、タイトルが『8823』（はやぶさ）となり、表ジャケットはCDの歌詞カード（モデルの少年の後ろからのアングル）と同じものが使用されている。
- CD収録音源とは別マスターを使用。アナログ盤は日本でマスタリングしたものをカッティングしている。また、「放浪カモメはどこまでも album mix」「ホタル」「メモリーズ・カスタム」の3曲が未収録で、曲順はCD盤と逆になっている、また、「いろは」「宇宙虫」「アカネ」が別ミックスとなる（「宇宙虫」は打ち込みのベースが入るところがCDと異なっている程度）。
- 本秀康によるオリジナルコミックを収録。

Side A
1. アカネ JimさんのMix
2. ジュテーム?
3. 俺の赤い星
4. ハートが帰らない
5. 宇宙虫 Kaiser Knuckle Version
6. 8823

Side B
1. HOLIDAY
2. 甘い手
3. さらばユニヴァース
4. いろは JimさんのGas Panic
5. 今

## 演奏
全曲（特記以外）
- 草野マサムネ：Vocals, Guitars（#1,3‐7,11‐13）, Harmonica(#10),Programming（#3）,Hands Clap（#14）
- 三輪テツヤ：Guitar,Programming（#8）Background Vocal（#1,3,11,12）
- 田村明浩：Bass Guitar, Hands Clap（#14）,Background Vocal(#1)
- 﨑山龍男：Drums, Tambourine(#1,7),Hands Clap（#14）

今
- 石田小吉：Background Vocal

放浪カモメはどこまでも
- 石田小吉：Synthesizers

いろは
- 石田小吉：Programming

さらばユニヴァース
- 石田小吉：Acoustic Piano, Background Vocal

甘い手
- 石田小吉：Synthesizers

HOLIDAY
- 石田小吉：Synthesizers, Programming, Background Vocal
- クジヒロコ：Organ, Acoustic Piano, Background Vocal

8823
- 石田小吉：Synthesizers, Guitars, Background Vocal

宇宙虫(Produced by SCUDELIA ELECTRO)
- 石田小吉：Some Electric Devices

ハートが帰らない
- 石田小吉：Synthesizers, Organ
- 五島良子：Vocals

ホタル
- 石田小吉：Synthesizers, Programming

メモリーズ・カスタム
- 石田小吉：Synthesizers, Programming
- クジヒロコ：Background Vocal

俺の赤い星
- 石田小吉：Synthesizers

ジュテーム?
- 甘健民：胡弓

アカネ
- 石田小吉：Synthesizers, Background Vocals